# Romas Jarockis
Romas Jarockis (* 30. April 1963 in Naujoji Akmenė; † 24. November 2020) war ein litauischer Archäologe und Politiker.

## Leben
Nach dem Abitur von 1970 bis 1981 an der 2. Mittelschule von Naujoji Akmenė absolvierte er von 1985 bis 1990 das Diplomstudium an der Universität Vilnius. Von 1997 bis 2001 promovierte er am Geschichtsinstitut Litauens und an der Universität Kaunas und von 1998 bis 2001 studierte an der Universität Lund in Schweden. 2002 promovierte er zum Thema Semgallen („Urbanizacijos raida Žiemgaloje 11-16 a. Centras, periferija ir valdžia“).
Von 1990 bis 1997 und von 2001 bis 2013 arbeitete er am Geschichtsinstitut Litauens. Ab 2003 lehrte er an der Universität Klaipėda.
Seit Februar 2013 war er litauischer Vizekultusminister, Stellvertreter von Šarūnas Birutis im Kabinett Butkevičius.